# Dąb Sobieskiego w Mołodyczu
Dąb Sobieskiego w Mołodyczu – pomnikowy dąb szypułkowy rosnący w przysiółku Hojsaki, we wsi Mołodycz w województwie podkarpackim. 

## Lokalizacja
Dąb rośnie tuż przy asfaltowej drodze w przysiółku Hojsaki, na działce nr 890, 400 m na północ od drogi gminnej 1704R. Drzewo położone jest na terenie Sieniawskiego Obszaru Chronionego Krajobrazu.

## Charakterystyka
Dąb posiada wypróchniały, pusty w środku pień z dużą dziuplą od strony drogi. Ponadto pień drzewa częściowo pozbawiony jest kory. Korona składa się z młodszych gałęzi, większe konary odcięto lub zostały złamane przez wiatr. Drzewo może przeżyć jeszcze wiele lat, wymaga jednak zabiegów pielęgnacyjnych - pękający pień może się rozłamać. Pomimo złego stanu, dąb posiada zdrowe liście oraz owocuje - pod koniec lata na gałęziach drzewa można dostrzec mnóstwo żołędzi.

## Legendy

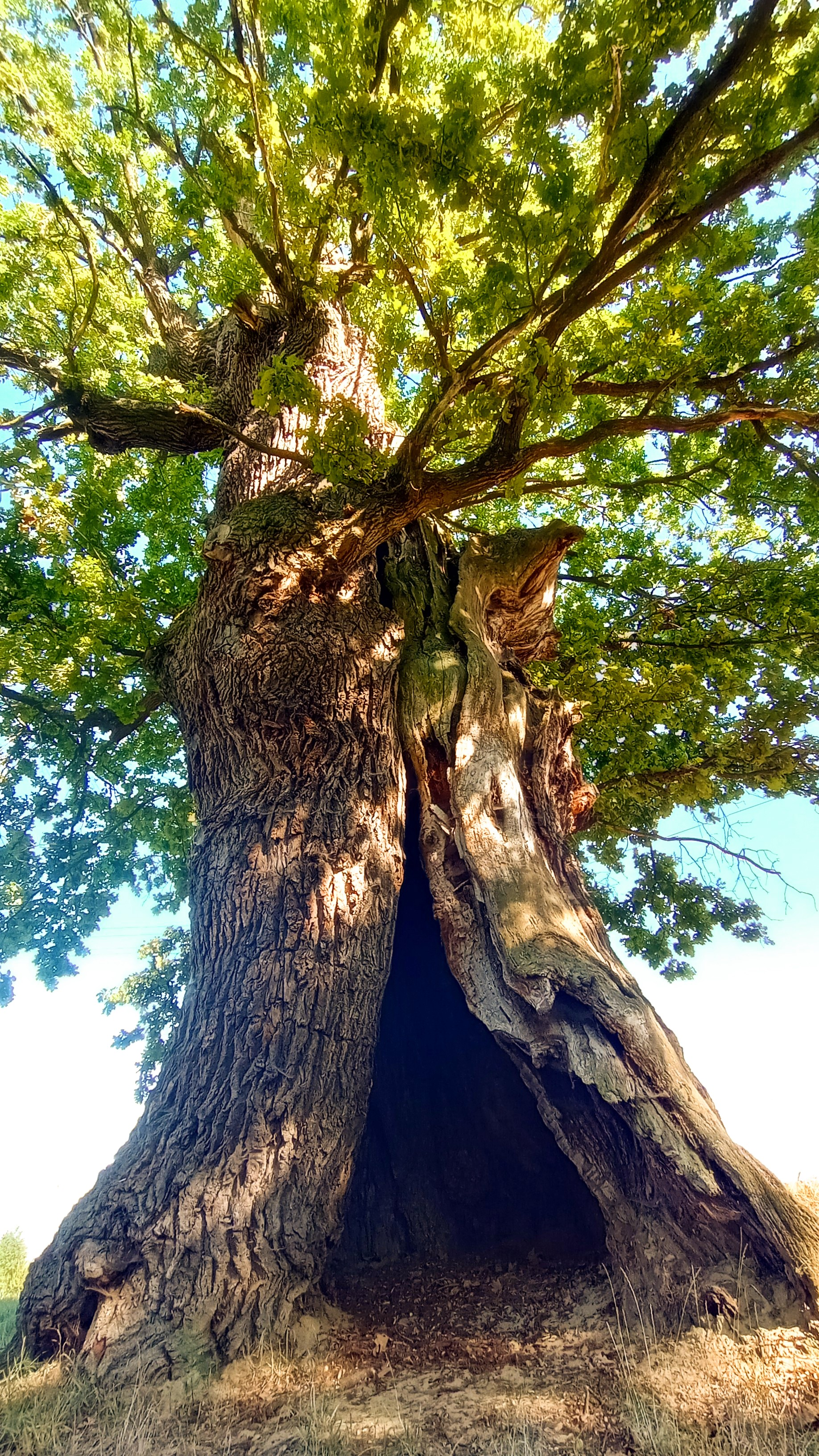
Pień o obwodzie pierśnicowym 676 cm

Z drzewem związane są liczne podania i legendy. Według jednej z nich dąb został posadzony przez króla Jana III Sobieskiego, który podczas wyprawy na Wiedeń odwiedził tutejszą osadę. Ujęty hojnością mieszkańców posadził dąb, który miał przypominać o jego pobycie i tutejszym zwyczaju przyjmowania gości. Według innej legendy parom całującym się pod tym drzewem los przynosi szczęście.

## Wymiary i wiek

### Obwód pnia
Dąb posiada 676 cm obwodu pnia na wysokości 130 cm mierząc od najwyższego poziomu gruntu wokół pnia. Poziom gruntu wokół dębu został sztucznie podniesiony o około metr. Odmierzając 130 cm od poziomu drogi (naturalnego poziomu gruntu) dąb mierzy 756 cm obwodu. 
| Data pomiaru | Wynik  |
| ------------ | ------ |
| 2016         | 676 cm |
| 2020         | 683 cm |
| 2021         | 676 cm |
| 2023         | 680 cm |
| 2024         | 676 cm |

Różne wyniki pomiarów spowodowane są m.in. nierównym terenem wokół pnia. Ponadto pień drzewa mocno rozszerza się poniżej pierśnicy (około 9,5 m obwodu pnia tuż nad ziemią) - niewielka zmiana wysokości pomiaru może dość znacznie zmienić wynik pomiaru.

### Wysokość
Wysokość drzewa wynosi 16 m. 

### Wiek
Wiek dębu szacuje się na 300 - 500 lat.

## Ochrona drzewa
Dąb jest pomnikiem przyrody od 21 sierpnia 1996 roku.